# Altajský kraj
Altajský kraj (rusky Алтайский край) je kraj Ruské federace v Sibiřském federálním okruhu. Rozkládá se na horním toku řeky Ob v jižní části Sibiře, u hranice s Kazachstánem a s Čínou, dále sousedí s Novosibirskou oblastí, Kemerovskou oblastí a Altajskou republikou. Hlavním městem kraje je Barnaul.
Altajský kraj má rozlohu 167 800 km² a žije zde přibližně 2,10 milionu obyvatel. Národnostní složení: Rusové 90 %, Němci 3,9 %, Ukrajinci 2,9 %, Bělorusové 0,4 %, Kazaši 0,4 % a další.

## Historie
Altajský kraj vznikl 28. září 1937, součástí byla i Ojrotská autonomní oblast – od 7. května 1992 Altajská republika.

## Krajské symboly

### Vlajka
Vlajka Altajského kraje je tvořena červeným listem o poměru stran 1:2 s modrým, žerďovým pruhem o šířce 1/6 délky vlajky. Uprostřed modrého pruhu je žlutý, stylizovaný, pšeničný klas, uprostřed červené části je znak kraje.

## Hospodářství
V kraji se těží polymetalické rudy, rtuť a zlato. Ty se zpracovávají ve strojírenských a chemických závodech. Pěstují se obilniny, cukrová řepa, len a slunečnice (hlavně v oblasti Kulundské stepi na západě kraje). V dopravě má velký význam řeka Ob, která je hlavní tepnou lodního provozu. Přes Barnaul vede důležitá železniční trať Astana – Barnaul – Novokuzněck a Semej (dříve Semipalatinsk) – Barnaul.

## Významná města
- Alejsk
- Barnaul (hlavní)
- Bijsk
- Kameň na Obu
- Novoaltajsk
- Rubcovsk
- Slavgorod
- Zarinsk

## Časové pásmo
Altajský kraj leží v omském časovém pásmu (UTC+6).